# QW-1 Vanguard
Le QW-1 Vanguard, ou Qian Wei-1 (en français : « avant-garde »), est un système de missiles sol-air portatifs très courte portée de type « tous-aspects », développé par la république populaire de Chine. Ce missile est le premier de toute une série de variantes améliorées qui font leur apparition par la suite.

## QW-1
Il est montré publiquement pour la première fois au salon aéronautique de Farnborough de 1994, où il est présenté comme le successeur des missiles de la série HN-5. Il n'est toutefois pas possible de déterminer de manière exacte sa date d'entrée en service.

### Description et fonctionnement
Le missile est considéré comme la version de l'industrie de l'armement de la République populaire de Chine du missile développée par l'industrie soviétique 9K310 Igla-1 (SA-16 Gimlet), incorporant quelques éléments de son équivalent, le FIM-92 Stinger développé par l'industrie de l'armement américaine. D'après de nombreuses sources médiatiques en Chine et aussi de l'extérieur du pays, la Chine aurait obtenu des exemplaires soviétiques via le Zaïre, lorsque les combattants de l'UNITA saisissent des Igla des forces gouvernementales angolaises.
Le missile est mis en œuvre par deux hommes. Une fois que la cible est repérée visuellement, l'assistant sélectionne le site de lancement et retire les caches du missile, les deux « capsules » situées sur chaque ouverture du tube. Le tireur appuie ensuite à moitié sur la gâchette, ce qui active la batterie et ouvre la bouteille de réfrigérant, permettant de refroidir la tête chercheuse jusqu'à sa température de travail.
Le tireur traque sa cible visuellement, jusqu'à ce que le missile se verrouille dessus, chose qu'il indique à l'aide d'une lampe clignotante et d'un son strident. Le tireur dirige ensuite son missile vers sa cible et finit d'enfoncer la détente, mettant à feu la cartouche d'éjection du missile. Cet accélérateur projette le missile à une distance de sécurité du tireur avant que le missile n'allume son moteur de propulsion, ce qui évite des blessures graves et des brûlures au personnel au sol.
Le missile est guidé par navigation proportionnelle vers le point d'impact approximatif, puis termine sa course par une phase de guidage terminal qui manœuvre le missile de manière qu'il touche le point le plus vulnérable de sa cible.

### Caractéristiques
Les caractéristiques du QW-1, première version du missile, sont celles énoncées dans l'info-bulle ci-dessus, auxquelles on peut ajouter : 
- Facteur de charge maxi. : 16 G
- Temps de réaction du missile : 3,5 s
- Temps de mise en œuvre : 10 s
- Durée de vie de la batterie : 50 s

### Variantes étrangères
Le Pakistan a produit un missile, l'Anza Mk.II, qui est suspecté d'inclure dans son système des composants du QW-1 Vanguard.
L'Iran a aussi développé sa propre version du Vanguard, désignée Misagh-1, et son évolution suivante, le Misagh-2. Les militaires sont d'ailleurs en train de se détacher de l'approvisionnement de QW chinois. La nature exacte des modifications appliquées au missile d'origine demeure à ce jour inconnue, mais il a été affirmé que la portée et la vitesse du missile avaient été nettement améliorées, passant respectivement à 5 km et 800 m/s sur le Misagh-2.

## Versions dérivées

### QW-1M
Le QW-1M est une amélioration du QW-1, qui fut révélée pour la première fois, au salon aéronautique de Zhuhai.
Il est considéré par les Chinois comme un MANPADS (MAN Portable Air Defence System : système de défense aérienne portatif) de troisième génération, et beaucoup de sources chinoises le considèrent comme l'équivalent chinois du 9K38 Igla, auquel il ressemble beaucoup. Comme son prédécesseur QW-1, le « -1M » semblerait intégrer de la technologie du Stinger américain. Diverses sources occidentales ont affirmé que la Chine avait obtenu des exemplaires de Stinger via le Pakistan ou les rebelles afghans, voire de l'Iran, mais ces suppositions restent à confirmer.
Le missile est légèrement plus lourd que le QW-1, le système complet pesant 18 kg, et est déclaré comme résistant mieux aux contremesures électroniques que son aîné. Il serait également plus adapté à l'engagement de missiles volant à faible altitude.

### QW-1A
Le QW-1A est un dérivé du QW-1M, qui se voit adjoint un radar portable pesant 30 kg, transporté par l'observateur. Il dispose d'une portée de détection de 15 km et l'unité de contrôle de tir qui lui est associée lui permet de se raccorder à plusieurs unité QW-1A, de manière à former un réseau de défense aérienne. Ce réseau ainsi créé pourrait également être intégré dans un dispositif plus vaste. L'efficacité générale du système est déclarée par les Chinois comme étant égale, voire supérieure, à celle du missile FIM-92 Stinger.
Toutefois, même si le système est transportable dans son intégralité par une seule équipe de 2 soldats, il est le plus souvent utilisé sur des véhicules.

### QW-11
Le QW-11 est un développement de la famille QW, spécialement conçu pour engager les missiles de croisière à suivi-de-terrain, tout en conservant ses capacités à engager des avions volant à basse-altitude.
Le QW-11 est révélé pour la première fois au salon aéronautique de Zhuhai de 2002, et plusieurs sources chinoises le déclarent équivalent, sinon meilleur, au missile Stinger dans sa deuxième version, le FIM-92B. Un nouveau détonateur est développé, constitué d'une combinaison de fusées d'impact et de proximité. Il accroit les capacités du missile contre les missiles de croisière.
- Longueur : 1,47 m
- Masse du système : 16,9 kg
- Masse du missile : 10,69 kg
- Portée (mini / maxi) : 500 m / 5 km
- Altitudes d'engagement (mini / maxi) : 30 m / 4 000 m
- Charge militaire : 1,42 kg
- Temps de mise en œuvre : 10 s

### QW-11G
Le QW-11G est une version améliorée du QW-11, dotée d'une meilleure résistance aux contre-mesures électroniques, qui apparaît au même meeting aérien de Zhuhai, en 2002.
La plupart des sources chinoises affirment qu'il est équivalent au FIM-92C, troisième version du Stinger, dans ses capacités globales et son efficacité au combat. Le suffixe « G » provient de « Gaijin » ou « Gailiang », en chinois, signifiant « amélioration ». Comme les systèmes QW-11G n'ont pas subi de changements physiques au niveau de leurs dimensions, le missile QW-11 peut être directement utilisé dessus.

### QW-18
Le QW-18 est un développement du QW-11G, doté d'une tête chercheuse améliorée.
Il apparaît pour la première fois au même meeting aérien de Zhuhai que les -11 et -11G, en 2002. À cette occasion, les Chinois affirment qu'il est équivalent à la version D du Stinger. Un capteur infrarouge amélioré, travaillant en double-bande, est conçu pour lui : désormais, la cible n'est pas seulement suivie par la chaleur de ses moteurs, mais également par la chaleur de son fuselage. Ces évolutions importantes lui confèrent de meilleures capacités contre les missiles de croisière supersoniques. Extérieurement, le QW18 est identique aux QW-11/-11G.

### QW-2
Le QW-2 est un missile avec une capacité d'engagement « tous aspects » et une résistance aux contre-mesures électroniques améliorées.
Il existe avec deux types de têtes chercheuses différentes : la première est l'autodirecteur infrarouge passif à double-bande révélé en 1998, tandis que la deuxième est l'autodirecteur infrarouges à imagerie IR conçu quelque temps plus tard. La fusée (détonateur) est similaire à celle du QW-18. L'altitude minimum d'engagement est abaissée à 10 m, ce qui améliore de manière très intéressante la capacité du missile à intercepter des missiles de croisière volant bas et à « attraper au bond » un hélicoptère en vol tactique surgissant soudainement de derrière une cachette.
Les Chinois le considèrent équivalent à la version E du Stinger.
- Longueur : 1,59 m
- Masse du système : 18 kg
- Masse du missile : 11,32 kg
- Diamètre du missile : 72 mm
- Vitesse : > 600 m/s
- Portée (mini / maxi) : 500 m / 6 km
- Altitudes d'engagement (mini / maxi) : 10 m / 3 500 m
- Charge militaire : 1,42 kg

Variante étrangère :
Le Bangladesh et le Pakistan ont produit le QW-2 sous licence, dénommé Anza Mk.III.

### CQW-2
Le préfixe « C » indique ici qu’il s’agit d’une version du QW-2 qui est montée sur un véhicule 4x4 (du chinois « Che-Zai », « monté sur véhicule »).
Il est servi par un équipage de 3 hommes (conducteur, chef de pièce et tireur) et la conduite de tir est composée d’un radar d’acquisition et d’un équipement de poursuite optronique. Une fois que la cible est acquise au radar, le guidage revient au système optronique, qui est chargé de la poursuite et de l'engagement. Le système de bord autorise l'emploi des missiles un -par un ou par paires, et le véhicule dispose de 8 missiles prêts au tir dans les supports de la tourelle. 8 autres projectiles se trouvent en soute.
La conduite de tir est montée dans une boule, qui comprend une caméra thermique et un télémètre laser. Son radar est une variante du NRIET AS-90, qui opère en bande L et porte à 20 km. Le temps de réaction du système est inférieur à 8 secondes.
Les missiles du CQW-2 sont totalement interchangeables avec les QW-2 des lanceurs portatifs. Toutefois, cette opération ne peut pas être réalisée sur le terrain.

### QW-3
Le QW-3 est l'équivalent du missile Mistral français, doté d'une fusée basée sur une évolution de celle du QW-2.
Le missile est unique parmi les MANPADS chinois, car il est le seul missile sol-air à adopter un guidage par laser semi-actif similaire à celui de l'AGM-114 Hellfire. Le capteur gyro stabilisé apporte un très haut niveau de précision et est extrêmement efficace contre les missiles de croisière évoluant à basse altitude.
Le taux de rotation angulaire de la tête chercheuse, qui est de seulement 15°/s, est relativement faible en comparaison avec les autres systèmes existants, afin de pouvoir aller chercher des cibles supersoniques à haute altitude ou manœuvrantes. Toutefois cela ne handicape absolument pas les performances du missile, car de telles cibles ne lui sont pas destinées. Le QW-3 est en effet spécialement étudié pour attaquer les hélicoptères et avions sans pilote collant au terrain ou des cibles rapides volant très bas, telles que les missiles de croisière supersoniques volant au ras de la surface de la mer.
L'aspect extérieur du missile est assez similaire à celui des anciens modèles, excepté l'ajout d'un booster (accélérateur à poudre) de plus grand diamètre, derrière le missile. En raison de l'augmentation des masse et taille qui en découle, le missile ne peut plus être utilisé à l'épaule, comme les autres MANPADS, mais doit être tiré depuis un support à trépied, comme le font les missiles Mistral français.
- Longueur : 2,10 m
- Masse du missile : 23 kg
- Vitesse : > 750 m/s
- Portée (mini / maxi) : 800 m / 8 km
- Altitudes d'engagement (mini / maxi) : 4 m / 5 000 m

### TB-1
Le TB-1 est un missile dérivé des séries QW, révélé pour la première fois par son développeur au meeting aérien de Zhuhai qui s'est tenu au dernier trimestre 2010. Le TB-1 utilise la structure des QW-1 et QW-2 et le capteur du QW-3. Il possède donc un diamètre identique à celui des QW-1/2 et de l'étage principal du QW-3, mesurant environ 70 mm.
Le TB-1 est conçu pour engager aussi bien des cibles aériennes que terrestres grâce à une charge militaire spéciale, à fragmentation, perforante et à charge creuse. Il peut donc aisément détruire un véhicule blindé et quelques chars de combat secondaires, alors qu'il conserve les capacités antiaériennes dont disposaient les QW-1/2/3. À ses débuts, il avait été montré sur un lanceur double.

### FLS-1
Le FLS-1 est la version navale du QW-3, avec un lanceur extérieurement très similaire à celui du missile américain RIM-116 « RAM ». Le système complet pèse moins d'une tonne (un lanceur et ses missiles).
Même si les Chinois affirment qu'il est équivalent à son homologue américain, le FLS-1 est en fait pénalisé lorsqu'il tire des missiles QW-3, car il ne dispose pas des capacités « Fire-and-forget » (en anglais ), Tire et oublie du RIM-116. Il ne peut les acquérir que lorsqu'il tire le missile TY-90. Le système de contrôle de tir inclut un radar et des capteurs électro-optiques ou peut également utiliser les systèmes de détection du navire. Le système FLS-1 employant des missiles QW-3 a été modernisé afin de pouvoir être adapté aux embarcations d'attaque rapides de la marine militaire chinoise, mais, en 2008, le système FLS-1 avec missiles TY-90 n'était toujours pas entré en service, malgré avoir accompli avec succès les tests d'acceptation et avoir reçu une certification de l'État.
Même si des versions navales d'autres missiles de la famille QW avaient été développées avec succès, aucune ne fut acceptée en service, à l'exception du FLS-1. En fait, la marine chinoise emploie les autres modèles de QW de la même manière que les Américains utilisent leurs Stinger sur leurs bâtiments. Un groupe de marins du bord est organisé en un détachement « missiles » et tire le missile de la même manière qu'il serait tiré sur le terrain : un trépied est déployé sur le pont et la visée se fait manuellement.

### QW-4
Membre le plus récent de la famille QW, le QW-4 utilise un détonateur similaire à celui du QW-2 et un nouveau capteur à imagerie thermique.
Les nouvelles surfaces de contrôle à commandes électriques offrent au missile des courbes de vol plus lisses, en plus d'une précision bien meilleure. Les Chinois le considèrent équivalent au standard G du missile Stinger.
- Vitesse : > Mach 2
- Portée (mini / maxi) : 500 m / 6 km
- Altitudes d'engagement (mini (au-dessus du sol) / mini (au-dessus de la mer) / maxi) : 4 m / 2 m / 4 000 m

### FLV-1
Version montée sur véhicules des missiles QW, Le FLV-1 est une évolution du CQW-2.
En plus de pouvoir tirer n'importe quel missile de la famille QW, il peut employer d'autres missiles d'origine chinoise, comme les HN-5 ou les FN-6 (Le QW-3 impose tout de même des modifications sur le lanceur, du fait de son diamètre plus important à la base). De la même manière que sur le CQW-2, les missiles sont montés sur véhicule tout-terrain blindé à haute mobilité WZ-550 de 8,5 tonnes, pouvant atteindre des vitesses supérieures à 85 km/h et parcourir des distances de plus de 600 km.
Le système de contrôle et mise à feu fonctionne aussi de manière similaire à celui du CQW-2, et le radar du FLV-1, une variante du NRIET AS-90 opérant en bande L, porte à plus de 18 km. Le temps de réaction complet du système se situe en dessous des 8 s.
Une différence essentielle avec le CQW-2 serait que les missiles SATCP qu'emporte le FLV-1 (HN-5, QW-1/2/3, etc.) seraient des missiles standards, qui seraient, en cas de besoin, directement utilisables tels quels en tir à l’épaule, sans avoir à être reconditionnés au préalable comme c’était le cas auparavant.
- Vitesse du véhicule : > 85 km/h
- Autonomie du véhicule : > 600 km
- Portée du radar : > 18 km
- Nombre de missiles emportés : configuration de 2, 4, or 8 (habituellement 8)
- Stock de missiles en réserve : 8 missiles (à ajouter à ceux fixés sur la tourelle)
- Temps de réaction du système : < 8 s

### FLG-1
Le FLG-1 est une évolution du FLV-1, intégrant un système C4I amélioré.
Ce système permet d'utiliser, en plus des missiles du FLV-1 de base, une demi-douzaine de pièces d'artillerie antiaérienne en même temps. Comme l'artillerie antiaérienne remorquée manquait de systèmes de contrôle de tir et que le système FLV-1 ne disposait pas de canons, ce système, combinant artillerie antiaérienne et systèmes de missiles antiaériens, permet de surmonter les deux problèmes, en plus d'améliorer les performances par rapport aux systèmes individuels pris séparément.
Comme pour le QW-1A, le système FLG-1 peut être intégré à un réseau de défense aérienne plus vaste.

### FL-2000(V)
Le FL-2000(V) (abréviation de Flying Leopard 2000 Vehicle mounted, monté sur véhicules) est le dernier membre de la famille à avoir été présenté au meeting aérien de Zhuhai de 2004.
Le FL-2000(V) est une évolution du FLG-1 innovant un concept modulaire, permettant au système d'être associé avec tous les types de missiles, précédents, actuels et futurs. Un désignateur laser a été adjoint au système optronique de contrôle de tir (Fire Control System : FCS), ce qui lui permet de mettre en œuvre directement le missile à guidage laser semi-actif QW-3, chose qui nécessitait de modifier le système de tir auparavant. Une autre amélioration significative du FL-2000(V) par rapport au FLG-1 vient du fait qu'il incorpore une version terrestre du FLS-1. Grâce à la modularité du système, cette version est donc interchangeable avec tout autre système terrestre pouvant être fixée au châssis du véhicule.
Le FL-2000(V) existe en trois versions, FL-2000A, FL-2000B et FL-2000C. La version A est la version de base, équipée de son propre FCS et contrôlant ses missiles et les pièces d'artillerie qui lui sont raccordées. La version B y ajoute un véhicule de commandement, si bien que plusieurs versions A et leurs pièces anti-aériennes peuvent être montées en réseau pour combattre ensemble, améliorant considérablement la couverture du système. La version C intègre l'utilisation du missile TY-90, accroissant encore ses capacités.

### FLV-2
Le FLV-2 est la réunion des missiles FLV et FL-2000 dans un même système, parfois aussi appelé FL-2000(V2),.
Le FLV-2 est conçu comme un SAM léger et économique, pouvant être facilement transportable et employé par de nombreux véhicules. À la différence du FLV-1 qui était fixé sur un châssis de véhicule de transport de troupes, le FLV-2 est adapté à un châssis de camion standard, afin de réduire les coûts. La protection de l'équipage se fait grâce à l'ajout de blindages additionnels.

### FL-9
Le FL-9 est un autre système Sol-Air de la série QW, qui ne doit pas être confondu avec le missile anti-navire chinois FL-9, ce dernier étant un dérivé du TL-6.
D'une conception similaire à celle du FL-2000C, il peut employer n'importe quel missile des séries QW ou TY-90, mais son automatisation poussée simplifie grandement son utilisation, un seul opérateur étant désormais suffisant pour engager une ou plusieurs cibles. Le véhicule transporte six missiles, trois de chaque côté de la tourelle du FCS, arrangés comme suit : un TY-90 en haut et deux QW-18 en dessous. Le FCS comprend trois systèmes de détection et suivi de cibles : TV, IR, et laser.
Une autre amélioration importante porte sur la possibilité de tirer également des missiles « sol-sol » (principalement anti-chars) à partir de la même plateforme, employée habituellement pour les missiles sol-air.

### TD-2000
Fin 2008, lors du 7e meeting aérien de Zhuhai, la CMPMIEC (China National Precision Machinery Import and Export Corporation) révèle une nouvelle famille de systèmes anti-aériens basée sur le missile QW-4.
Le TD-2000, basé sur le véhicule blindé tout-terrain ZFB05 fabriqué par Shaanxi Baoji Special Vehicles Manufacturing Co. Ltd., peut emporter huit missiles QW-4, montés en deux groupes de quatre autour de la boule optronique du FCS, cette dernière pesant près de 110 kg. Ce système de contrôle de tir (FCS) est le modèle OT-3, dérivé du système optronique OFC-3 utilisé sur le Type 730 CIWS et conçu par le même fabricant. Sa portée de détection est de plus de 15 km et son temps de réaction est inférieur à six secondes. Le missile possède lui un temps de réaction extrêmement réduit, inférieur à une seconde.
Les missiles du TD-2000 peuvent être tirés simultanément par paires, une paire ou deux paires, contre une cible seule, ou simultanément contre deux cibles différentes. Ils peuvent être tous rechargés dans un intervalle de temps n'excédant pas 7 minutes. Son temps de mise en œuvre, depuis la position repos jusqu'au tir, en 5 à 10 min. Il est également doté d'un système d'auto-test interne qui simplifie grandement sa maintenance et améliore également sa fiabilité.
- Températures d'utilisation (mini / maxi) : - 40 °C / + 50 °C
- Temps moyen entre deux défaillances : > 100 h
- Temps moyen entre deux pannes majeures : > 250 h
- Temps moyen consacré à la réparation : inférieur à une demi-heure.

### TD-2000B
Au même meeting aérien de Zhuhai, la CNPMIEC présenta aussi le TD-2000B, une évolution du TD-2000 visant à améliorer ses capacités opérationnelles.
En fait, le TD-2000 y était présenté comme l'un des composants du TD-2000B, ce dernier présentant un C4ISR revu en profondeur et permettant de contrôler à distance les missiles QW-4 du TD-2000. De cette manière, le TD-2000B est ainsi capable de contrôler un réseau de 6 lanceurs anti-aériens TD-2000.
Afin de pouvoir tirer pleinement parti des capacités du nouveau C4ISR, deux véhicules sont ajoutés au TD-2000 original, ces derniers étant aussi montés sur le même châssis ZFB05. Le premier transporte un radar passif à antennes réseau à commande de phase, fournissant des données sur la (les) cible(s), alors que le second est le véhicule de commandement. Le radar est capable de contrôler 32 missiles tirés sur 16 cibles simultanément, en plus de pouvoir fournir des informations sur les cibles à 6 pièces anti-aériennes supplémentaires. Il a un temps de réaction inférieur à 10 s et sa portée de détection est supérieure à 40 km. L'emploi d'un châssis similaire pour tous les véhicules offre l'avantage de réduire de manière efficace les coûts de maintenance et logistiques, mais le système peut très bien aussi être adapté sur d'autres bases techniques, en fonction des souhaits du client. Même s'il peut s'accommoder de canons dont le calibre peut atteindre 100 mm, le TD-2000B est habituellement employé avec des systèmes de 57 mm ou moins. Comme le TD-2000, il peut être intégré à un réseau de défense plus vaste, grâce à la liaison de données LIN-VK.
Lors du meeting aérien où sont présentés les TD-2000 et -2000B, la CNPMIEC révéla également que le TD-2000B pouvait être armé avec le missile FN-16, qui faisait d'ailleurs ses premières apparitions publiques au même endroit, mais seule la version armée de QW-4 sera montrée au public. Le TD-2000B armé de FN-16 n'a d'ailleurs, à cette heure, toujours pas rencontré le moindre succès à l'export et n'est pas entré en service dans l'armée chinoise.
La CNPMIEC révéla également que dans le premier semestre 2008, son premier client à l'export, l'Indonésie, avait passé commande de systèmes TD-2000B pour un contrat portant sur une somme de trente-cinq millions de dollars. Le marché comprenait deux installations de TD-2000B armés de missiles QW-4, un nombre non spécifié de missiles QW-4 supplémentaires, un service après-vente complet, mais sans aucune pièce d'artillerie anti-aérienne. Pourtant, le contrat chinois prévoyait bien de pouvoir intégrer les canons anti-aériens déjà présents dans l'inventaire indonésien aux systèmes alors commandés.

## Utilisateurs
- Chine (Armée populaire de libération)
- Indonésie : Le CNPMIEC a révélé qu'au premier semestre 2008, ce premier client à l'exportation avait commandé des TD-2000B pour un montant total de 35 millions de dollars.
- Pakistan (Forces armées pakistanaises) : dans des versions fabriquées localement qui lui ressemblent fortement, les missiles Anza Mk.II et Anza Mk.III.
- Bangladesh : utilise également l'Anza Mk.III.
- Iran : utilise une version améliorée du QW-1, le Misagh-1.